# 파급 효과

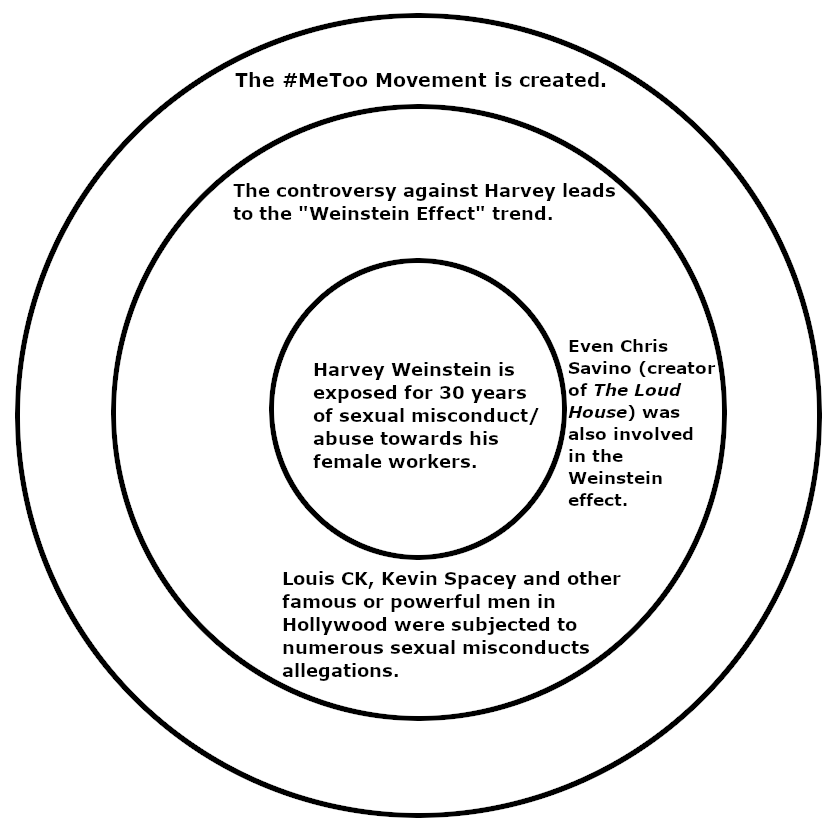
이 다이어그램은 하비 와인스틴의 미투 운동 관련 논란이 커져가는 경과를 보여준다.

파급 효과는 물체를 떨어 뜨렸을 때 물을 가로질러 확장되는 잔물결처럼 초기 상태의 효과가 점차 바깥으로 퍼져나가는 상황이다.
파급 효과는 종종 거시경제학의 승수 효과를 의미하기 위해 구어체로 사용된다. 예를 들어, 한 개인의 지출 감소는 타인의 소득과 지출 능력을 감소시킨다.
파급 효과는 사회적 상호 작용이 어떻게 초기 상호 작용과 직접적인 관련이 없는 상황에 영향을 미칠 수 있는지 관찰 할 수 있다. 그리고 자선 활동을 통해 정보를 퍼뜨리고 그 영향을 확대하기 위해 지역 사회에서 지역 사회로 전달할 수 있다.
이 개념은 컴퓨터 과학 분야에서도 복잡성 척도로 사용되기도 한다.

## 예시

### 와인스틴 효과와미투 운동의 시작
2017년 10월, 뉴욕 타임스와 더 뉴요커는 영화제작자 하비 와인스틴이 30년간 80명이 넘는 사람들에게 강간, 성폭행, 및 성희롱을 저질렀다는 사실을 보도했다. 이 사건 이후 하비는 자신의 회사에서 해고되었고 영화 예술 과학 아카데미 및 기타 전문 협회에서 추방되었으며 심지어 공공 생활에서 은퇴했다. 이 사건은 루이 C.K.와 케빈 스페이시 등의 할리우드의 유명한 남성 배우 및 영화제작자들에 대한 일련의 성적 사건들과 관련된 세계적인 추세가 된 와인스틴 효과를 초래한다. 그 결과 사람들은 성희롱 및 성폭행에 관한 경험을 공유하는 미투 운동을 시작하게 되었다.

## 같이 보기
- 나비 효과 -하나의 작은 행동이 이루어질 때 초기 차이가 만들어지는 역설이다.
- 클라포티스
- 도미노 효과 -하나의 이벤트가 일련의 다른 이벤트를 발생시키는 효과이다.